# Make Believe (Toto)
Make Believe is een nummer van de Amerikaanse rockband Toto uit 1982. Het is de tweede single van hun vierde studioalbum Toto IV.
Als tweede single van het album "Toto IV" was "Make Believe" een stuk minder succesvol dan voorganger "Rosanna" en opvolger "Africa", wat allebei monsterhits werden. Hoewel "Make Believe" in de Amerikaanse Billboard Hot 100 nog een bescheiden 30e positie behaalde, wist het in Europa enkel in Duitsland de hitlijsten te behalen. Toch werd de plaat veel gedraaid op Hilversum 3 en werd in Nederland wel een radiohit.